# 海島冠海龍
海島冠海龍（学名：Corythoichthys insularis），为輻鰭魚綱棘背魚目海龍魚科的其中一種，分布於西印度洋區，包括葛摩、塞席爾群島及馬爾地夫等海域，棲息深度20-43公尺，體長可達10公分，棲息在珊瑚礁區，卵胎生。